# Julio César Cáceres
Julio César Cáceres López (San José dos Arroyos, 5 oktober 1979) is een Paraguayaanse betaald voetballer die bij voorkeur in de verdediging speelt. Hij verruilde in januari 2011 Clube Atlético Mineiro voor Olimpia Asunción. Hij debuteerde op 17 april 2002 tegen Engeland in het Paraguayaans voetbalelftal, waarvoor hij meer dan zestig interlands speelde.